# Seznam srečanj predsednikov Ruske federacije in Združenih držav Amerike
Srečanja predsednikov Ruske federacije in Združenih držav Amerike  potekajo od leta 1991.

## Seznam vrhov
| Datum            | Kraj            | Država    | Predsednik ZDA | Predsednik Rusije |
| ---------------- | --------------- | --------- | -------------- | ----------------- |
| 3. aprila 1993   | Vancouver       | Kanada    | Bill Clinton   | Boris Jeljcin     |
| 21. marec 1997   | Helsinki        | Finska    | Bill Clinton   | Boris Jeljcin     |
| 16. junij 2001   | Brdo pri Kranju | Slovenija | George W. Bush | Vladimir Putin    |
| 24. februar 2005 | Bratislava      | Slovaška  | George W. Bush | Vladimir Putin    |
| 8. april 2010    | Praga           | Češka     | Barack Obama   | Dmitrij Medvedjev |
| 16. julij 2018   | Helsinki        | Finska    | Donald Trump   | Vladimir Putin    |
| 16. junij 2021   | Ženeva          | Švica     | Joe Biden      | Vladimir Putin    |